# 斎藤環
斎藤 環（さいとう たまき、1961年9月24日 - ）は、日本の精神科医、批評家。
医学博士、精神保健指定医、筑波大学医学医療系社会精神保健学教授、公益社団法人青少年健康センター参与、オープンダイアローグ・ネットワーク・ジャパン (ODNJP) 共同代表。
日本病跡学会賞、角川財団学芸賞受賞。
青春・青年期の精神病理学を専門とし、漫画やアニメなど現代文化を精神分析の立場から解釈する。著書に『社会的ひきこもり』(1998年)、『思春期ポストモダン』(2010年)、『承認をめぐる病』(2013年) など。

## 経歴
岩手県北上市出身で、下宿先から岩手県立盛岡第一高等学校へ通学して親が望む医師を目指した。1980年に高校を卒業して筑波大学医学専門学群で学ぶ。北杜夫を好み、医師と文筆業の両立を考えた。
1986年に筑波大学医学専門学群を卒業し、1990年に大学院医学研究科博士課程を修了して、医学博士の学位を取得。筑波大学で稲村博の指導を受けた。千葉県船橋市にある爽風会佐々木病院(現在は、病床のない「あしたの風クリニック：佐々木一院長）に勤務。
2007年10月30日放送の『爆笑問題のニッポンの教養』（NHK総合テレビジョン）に出演した。
2013年4月から筑波大学医学医療系保健医療学域社会精神保健学分野教授（筑波大学医学群看護学類・大学院人間総合科学研究科ヒューマン・ケア科学専攻社会精神保健学研究分野教授）。
2013年に『世界が土曜の夜の夢なら』で角川財団学芸賞を受賞し、2016年6月からODNJP共同代表を務め、フィンランド西ラップランド地方で開発された精神科医療のアプローチ「オープンダイアローグ」の普及を日本で目指す。
2019年、P-MODEL時代からのファンで、2000年からの付き合いであるミュージシャンの平沢進と『平沢進+斎藤環「平沢進・徹底解剖！」at ゲンロンカフェ』で対談。
2020年に『心を病んだらいけないの？　うつ病社会の処方箋』（與那覇潤との共著）で小林秀雄賞を受賞した。
2025年、『キネマ旬報』の連載『映画のまなざし 転移』により第98回キネマ旬報ベスト・テン 読者賞を受賞した。なお、2025年に開学したZEN大学においては知能情報社会学部の客員教授を兼任した。

## 文筆活動
斎藤は『戦闘美少女の精神分析』（太田出版）で、戦うアニメのヒロインはなぜ少女かを分析した。『文脈病』で触れたアウトサイダー・アートで知られるアメリカの画家・ヘンリー・ダーガーの絵画を引用し、カバーに美術家の村上隆によるフィギュア「ヒロポン」を用いた。大澤真幸、東浩紀、浅田彰などと交流を深め、2000年12月2日に勝山実と公開対談した。
各種の現代思想系雑誌、文芸雑誌、新聞、近年はサブカルチャー誌で執筆する。斎藤の作品は引きこもりに関する著作が多く、講演などで「ひきこもり救出」を語る 。

### オタク研究家としての活動・言論
サブカルチャーに明るいことで知られる。斎藤は2004年にヴェネツィア・ビエンナーレの国際建築展日本館の「おたく：人格＝空間＝都市」で、現代美術家の開発好明と共同作品「オタクの個室」を出展し、実在する18人のオタクたちの部屋をミニチュアで再現した。
生理学者の森昭雄による著書『ゲーム脳の恐怖』（日本放送出版協会）と「ゲーム脳」が話題となった際に、脳波に関する初歩的な間違いが多いと批判している。
オタクの特徴として、「虚構コンテクストに親和性が高い人」「愛の対象を『所有』するために、虚構化という手段に訴える人」「二重見当識ならぬ多重見当識を生きる人 」「虚構それ自体に性的対象を見い出すことができる人」を挙げている。斎藤もオタクと非オタクの分岐点として、特に「アニメに描かれた女性キャラクターのイメージを利用して、マスターベーションが可能であるか」を挙げている。
自身について、2005年にビデオニュース・ドットコムの番組「マル激トーク・オン・ディマンド」第236回「 猿でもわかるオタク入門」でオタクであることを否定しており、過去にゴジラファンであったが後に興味を失ったと述べている。フィギュアなどにはあまり関心がなくほとんど持っていない。

### 主張
皇太子徳仁親王妃雅子の病状について紙媒体で、「……新しいタイプである『ディスチミア親和型うつ病』の場合、パブリックな仕事はできないが、プライベートでは活動的で元気に見える。困難な義務から逃避し、はたからは仮病、わがままにしか見えない、不幸にしてそうした側面が際立つうつ病である」と述べている。
安倍晋三について、自ら精神科医として「ヤンキーに憧れていたけど、ひ弱でなれなかった、という感じですかね。しかし心性はヤンキー的です。『新しい日本を』『国防軍』と威勢のいい発言を繰り返したり、『ヤンキー先生』こと義家弘介氏を大事にしたりするのはその証左でしょう。」と診断した。
「社会的ひきこもり」で、ひきこもりが6か月をこえた対象を治療対象としており、議論を引き起こした。
2010年代半ばから起った発達障害バブルを「発達障害は器質性疾患のため突然急増はしていない」と苦言を呈している。

## 著書

### 単著
- 『文脈病――ラカン/ベイトソン/マトゥラーナ』（青土社、1998年）
- 『社会的ひきこもり――終わらない思春期』（PHP新書、1998年）
- 『戦闘美少女の精神分析』（太田出版、2000年）、ちくま文庫、2006年
- 『若者のすべて――ひきこもり系VSじぶん探し系』（PHP研究所、2001年）
- 『「ひきこもり」救出マニュアル』（PHP研究所、2002年）、2014年に「理論編・実践編」ちくま文庫で新編再刊
- 『博士の奇妙な思春期』（日本評論社、2003年）
- 『OK?ひきこもりOK!』（マガジンハウス、2003年）
- 『心理学化する社会――なぜ、トラウマと癒しが求められるのか』（PHP、2003年）、河出文庫、2009年
- 『ひきこもり文化論』（紀伊国屋書店、2003年）、ちくま学芸文庫、2016年
- 『解離のポップ・スキル』（勁草書房、2004年）
- 『フレーム憑き――視ることと症候』（青土社、2004年）
- 『文学の徴候』（文藝春秋、2004年）
- 『「負けた」教の信者たち――ニート・ひきこもり社会論』（中公新書ラクレ、2005年）
- 『家族の痕跡――いちばん最後に残るもの』（筑摩書房、2006年）、ちくま文庫、2010年
- 『生き延びるためのラカン』（バジリコ、2006年）、ちくま文庫、2012年。文庫版の表紙は荒木飛呂彦のイラスト
- 『メディアは存在しない』（NTT出版、2007年）
- 『ひきこもりはなぜ「治る」のか？――精神分析的アプローチ』（中央法規出版、2007年）、ちくま文庫、2012年
- 『思春期ポストモダン――成熟はいかにして可能か』（幻冬舎新書、2007年）
- 『アーティストは境界線上で踊る』（みすず書房、2008年）
- 『母は娘の人生を支配する――なぜ「母殺し」は難しいのか 』（NHKブックス、2008年）
- 『文学の断層――セカイ・震災・キャラクター』（朝日新聞出版、2008年）
- 『関係の化学としての文学』（新潮社、2009年）
- 『「文学」の精神分析』（河出書房新社、2009年）
- 『関係する女 所有する男』（講談社現代新書、2009年）
- 『博士の奇妙な成熟――サブカルチャーと社会精神病理』（日本評論社、2010年） - 表紙イラストはぽ〜じゅ
- 『ひきこもりから見た未来――SIGN OF THE TIMES 2005−2010』（毎日新聞社、2010年）
- 『キャラクター精神分析 マンガ・文学・日本人』（筑摩書房 双書zero、2011年）、ちくま文庫、2014年
- 『「社会的うつ病」の治し方 人間関係をどう見直すか』（新潮選書 、2011年）
- 『被災した時間 :3.11が問いかけているもの』（中公新書 、2012年）
- 『世界が土曜の夜の夢なら――ヤンキーと精神分析』（角川書店、2012年）、角川文庫、2015年
- 『原発依存の精神構造 日本人はなぜ原子力が「好き」なのか』（新潮社、2012年）
- 『承認をめぐる病』（日本評論社、2013年）、ちくま文庫、2016年
- 『ヤンキー化する日本』（角川書店、2014年）
- 『猫はなぜ二次元に対抗できる唯一の三次元なのか』（青土社、2015年）
- 『ビブリオパイカ』（日本評論社、2015年）
- 『オープンダイアローグとは何か』（医学書院、2015年）
- 『人間にとって健康とは何か』（PHP新書、2016年）
- 『オープンダイアローグがひらく精神医療』（日本評論社、2019年）
- 『その世界の猫隅に』（青土社、2020年）
- 『コロナ・アンビバレンスの憂鬱　健やかにひきこもるために』（晶文社、2021年）
- 『「自傷的自己愛」の精神分析』（角川新書、2021年）
- 『イルカと否定神学――対話ごときでなぜ回復が起こるのか 』(医学書院、2024年)

### 共著書
- 『少女たちの戦歴 ――『リボンの騎士』から『少女革命ウテナ』まで』（青弓社、1998年）
- （工藤定次）『激論！ひきこもり』（ポット出版、2001年）
- （酒井順子）『「性愛」格差論――萌えとモテの間で』（中公新書ラクレ、2006年）
- 上野千鶴子・宮台真司・小谷真理ほか『バックラッシュ! なぜジェンダーフリーは叩かれたのか?』双風舎、2006年6月。ISBN 978-4902465099。
- 『爆笑問題のニッポンの教養――ひきこもりでセカイが開く時』太田光,田中裕二共著（講談社、2008年）
- 『脳と心 クオリアをめぐる脳科学者と精神科医の対話』茂木健一郎共著 双風舎 2010
- 『世界一やさしい精神科の本』山登敬之共著 河出書房新社 2011 14歳の世渡り術。2014年に文庫化。
- 『入門子どもの精神疾患 悩みと病気の境界線』山登敬之共編 日本評論社 2011
- 『ひきこもりのライフプラン 「親亡き後」をどうするか』畠中雅子共著 岩波ブックレット 2012
- 『子育てが終わらない 「30歳成人」時代の家族論』小島貴子共著 青土社 2012
- 『母と娘はなぜこじれるのか』田房永子、角田光代、萩尾望都、信田さよ子、水無田気流共著 NHK出版 2014
- 『反知性主義とファシズム』佐藤優共著　金曜日、2015
- 『心を病んだらいけないの？　うつ病社会の処方箋』與那覇潤共著　新潮社 2020 ISBN 9784106038556
- 『まんが　やってみたくなるオープンダイアローグ』斎藤環＝解説、水谷緑＝まんが、（医学書院、2021年）。ISBN 978-4260046770

### 監修
- 『ひきこもり――hikikomori@NHK』日本放送出版協会、2004年1月 ISBN 4140808438
- 福祉ビデオシリーズ『ひきこもりからの回復』（ディレクター・猪瀬美樹 NHK厚生文化事業団、2017年3月）

### 編書
- 『ひきこもる思春期――いかに考え、いかに向き合うか』（星和書店、2002年5月、ISBN 4791104757）
- （福本修）『精神医学の名著50』（平凡社、2003年2月、ISBN 4582746098）

### 連載
- 雑誌ゲームラボ　コラム「おたく神経サナトリウム」